# Rozsdakupac
A Rozsdakupac egy Magyarországon kéthavonta megjelenő veterán és hobbijármű magazin, amit 2011-ben alapítottak Debrecenben.

## Története
A Rozsdakupac Magazint 2011 tavaszán alapította Debrecenben három egyetemi hallgató Bíró Imre, Kóti Gergő és Peleskey György.

### Előzményei
Az újság története 2010 végén kezdődött. Ekkor határozta el Bíró Imre, Kóti Gergő és Peleskey György, hogy létrehoznak egy veterán és hobbijárművekkel foglalkozó nyomtatott sajtóterméket. A lap a nevét a három egyetemista által szerkesztett blog után kapta. Különösebb piaci felméréseket, gazdasági számításokat nélkülözve vágtak bele a vállalkozásba, később csatlakozott Batta Gergő, Sántha János és Pócsi István.

### A Rozsdakupac születése
2011 tavaszán megalakult a Rozsdakupac Kft., ami a későbbi lap kiadásáért volt felelős. Az első lapszám 2011. április 14-én, az V. Oldtimer Expón - a budapesti Vasúttörténeti Parkban - mutatkozott be.
Viszonylag hamar sikerült megvetnie a lábát a hazai hobbiautós társadalomban, és gyorsan egy meghatározó orgánummá nőtte ki magát.[forrás?] Kezdetben a szerkesztőség Binciék pincéjében működött néhány laptopon. Az első komolyabb változás a szerkesztőség hivatalos megalakulása jelentette 2011 őszén. Ekkor költözött a csapat egy Debrecen széli irodaházba.
Az első lapszám a debreceni Litográfia nyomdában készült. A második számtól kezdve azonban már a budapesti Pauker nyomda felel a Rozsdakupac Magazin nyomásáért.

### Változások
A kezdeti csapat az idők során némiképp átalakult. Az első távozó Sántha János volt, aki a 2011-es év végén lépett ki a szerkesztőségből. Ezt követően csatlakozott Hava Dániel a csapathoz 2012 áprilisában. Nem sokkal később, 2012 decemberében érkezett Takács Sára Anna. 2013 januárjában Batta Gergő döntött úgy, hogy más úton folytatja tovább.

## Filozófia
A Rozsdakupac Magazin egyetlen márka mellett sem kötelezi el magát. Keleti és nyugati autók és motorok egyaránt megjelenhetnek az újság lapjain. A legfőbb rostát a stílusosság jelenti. A Rozsdakupac mottója: „Az élet túl rövid, hogy unalmas autóval járjak”.

## Kabala
A Rozsdakupac kabalaállata egy szivarozó pulyka, az ismert népdal után: „Debrecenbe kéne menni, pulykakakast kéne venni”, valamint az autós kultúrához való kapcsolatot is szimbolizálja, ugyanis a figura az ismert Mr. Horsepower átalakítása során született meg.